# 凯蒂
凯蒂（Kethi），是印度泰米尔纳德邦The Nilgiris县的一个城镇。总人口24465（2001年）。

## 人口
该地2001年总人口24465人，其中男性11994人，女性12471人；0—6岁人口2392人，其中男1195人，女1197人；识字率75.04%，其中男性为82.67%，女性为67.69%。